# Bushman (Gorilla)
Bushman (* 1928; † 1. Januar 1951 in Chicago) war ein Westlicher Flachlandgorilla.

## Leben
Die genauen Umstände, unter denen Bushman in Menschenhand geriet, sind unbekannt. Es ist aber zu vermuten, dass seine Mutter von Jägern verletzt oder getötet wurde, und überliefert, dass er in die Obhut von Missionaren kam. Hierzu gibt es mindestens zwei Versionen. Nach der einen gelangte er als verwaistes Jungtier in Kamerun zu der Missionarsfamilie Hope. In den 1930er Jahren wurde der junge Gorilla zu einem Preis von 3500 Dollar an den Lincoln Park Zoo in Chicago verkauft, als die Familie Hope Afrika verließ. Um den Verkauf des Tieres kümmerte sich der Geistliche Dr. Johnson. Er vermittelte den Affen an den Tiersammler Jules L. Buck, der ihn seinerseits dem Zoo anbot und ihn im Jahr 1930 nach Chicago transportierte.
Der zweiten Version nach hieß der Händler, der den Gorilla an den Zoo in Chicago vermittelte, etwas anders, nämlich W. L. Buck, genannt „Pa Buck“, und besuchte den Affen später immer wieder in Chicago. Dieser Pa Buck soll gegenüber dem Zoo behauptet haben, den Affen von Eingeborenen bei Yakadouma gekauft zu haben. Die ausführlichere Geschichte der Herkunft des Affen habe Zoodirektor Marlin Perkins erst auf einer Afrikareise 1948 kennengelernt, und auch hier habe ein Missionar eine Rolle gespielt: Dr. Albert Irving Good und seine Frau hätten im Jahr 1928 den kleinen Gorilla von Afrikanern gekauft, die ihn in der Gegend von Yakadouma gefangen hätten, und hätten eine Frau engagiert, die sich um das junge Tier kümmern sollte. Dann hätten sie ein Kaufangebot von Pa Buck erhalten, es aber zunächst ausgeschlagen. Nachdem ihnen aber klar geworden sei, dass der Affe über kurz oder lang zu groß werden würde, um ihn als Haustier zu halten, und weil sie Geld für Glasfenster für eine Kirche gebraucht hätten, hätten sie sich dann doch einverstanden erklärt. Sie hätten ein Abkommen mit Buck getroffen, sich den Gewinn aus dem Verkauf des Affen an den Zoo – in dieser Version ist von 3000 Dollar die Rede – zu teilen, und von diesem Geld die Fenster gekauft.
Hatte der Menschenaffe in der Missionarsfamilie, mochte sie nun Hope oder Good geheißen haben, ein Leben in relativer Freiheit geführt und in engem Kontakt mit Menschen gelebt, so musste er sich im Zoo an Käfighaltung gewöhnen. 1940 besuchte ihn Winifred Hope, die ihn, falls die Hope-Version seiner Vorgeschichte die richtige ist, als Kind betreut hatte, im Zoo in Chicago und war sehr enttäuscht über die Haltungsbedingungen.
Der Eindruck, den sie damals gewann, war aber wahrscheinlich etwas einseitig: Der junge Gorilla wurde im Zoo von Eddie Robinson und anderen Wärtern betreut, die sich intensiv um ihn kümmerten und in den ersten Jahren auch außerhalb des Käfigs viel mit ihm spielten. Der Affe zeigte ein friedfertiges und ruhiges Gemüt, wuchs aber zu einer beeindruckenden Größe heran, die es schließlich doch notwendig machte, Distanz zu ihm zu wahren und ihn hinter verschlossenen Türen zu halten. Es gibt Berichte über brisante Situationen, in denen er nur mit Mühe – und einmal unter Einsatz eines Baby-Alligators – in Schach zu halten und wieder hinter seine Käfigtüren zu bekommen war.
Bushman war für Zoologen und Biologen von großem Interesse, da man bis zu dieser Zeit nur wenig über Gorillas und deren Haltung wusste. Robinson bemühte sich intensiv um das Tier und so überlebte Bushman deutlich länger in menschlicher Obhut, als es bisher bei Gorillas der Fall gewesen war. Andere Zoos richteten sich nach den Erkenntnissen, die in Chicago gewonnen wurden. Unter anderem erhielt Bushman in Chicago ein Außengehege mit Klettermöglichkeit und eine Dusche.
Bushman wurde zu Lebzeiten von geschätzt einer Million Zoobesuchern besichtigt: Er war der erste Gorilla in Chicago und galt laut der American Association of Zoological Parks and Aquariums als das hervorragendste und wertvollste einzelne Zootier seiner Art weltweit. Er gewann die Herzen der Zoobesucher in einer Zeit, in der große Affen oft als wilde Monster im King-Kong-Stil vermarktet wurden, wie es etwa seinem Artgenossen Buddy geschah, der übrigens kleiner gewesen sein soll als Bushman. Bushmans Fans gingen zum Teil so weit, bei jedem Zoobesuch dieselbe Kleidung zu tragen, um von dem Affen wiedererkannt zu werden. Während des Zweiten Weltkriegs galt er als Symbol der Stärke, das die Moral der Truppen heben sollte. Infolgedessen erhielt er auch einmal ein außergewöhnliches Spielzeug: Einen Reifen von Adolf Hitlers Wagen.
Bushman kränkelte ab 1950 und starb am Neujahrstag 1951 im Alter von 22 oder 23 Jahren an einem Herzleiden. Sein leerer Käfig wurde von Tausenden von trauernden Zoobesuchern mit Blumen geschmückt. Der Leichnam wurde dem Field Museum of Natural History überlassen, wo Taxidermisten ein lebensechtes Präparat des Gorillas schufen. Es befindet sich (Stand: Januar 2020) am östlichen Eingang des Museums. Bushman wurde sehr realistisch im Vierfüßerstand dargestellt. Die Präparation erfolgte nach einer Methode, die Leon Walters im Field Museum entwickelt hatte. Am Aufbau des Präparats waren neben Walters auch Joseph Krstolich und Frank Wonder beteiligt, die sich z. T. auch an Methoden von Carl Akeley hielten. Dazu gehörte auch eine Gipsabformung vom Tonmodell und die Verwendung synthetischen Harzes für Details wie Hände, Füße und Kopf des Tieres, um dessen Eigenschaften detailgetreu wiederzugeben. 2016 wurde das Präparat von Shelley Reisman Paine, Lisa Goldberg und Tom Gnoske genau untersucht, damit es möglichst unverändert auch für die Zukunft konserviert werden konnte. Danach wurde es an seinen heutigen Standort am östlichen Eingang des Museums verbracht. Auf der Homepage des Museums ist zu lesen: „Bushman’s unique story is one of many that enriches our understanding of the natural world and our place in it.“